# Michael Dahms
Michael Dahms (* 22. Dezember 1956 in Lübeck) ist ein ehemaliger deutscher Fußballspieler. Er kam im Mittelfeld zum Einsatz.

## Karriere
Dahms spielte von 1972 bis 1975 in der Jugend des Hamburger SV und lief anschließend für die Amateurmannschaft auf. Seinen einzigen Profieinsatz hatte Dahms 1977 bei einem Kurzeinsatz im UEFA Intertoto Cup gegen den schwedischen Verein Malmö FF. Diese Zeit wurde durch ein einjähriges Gastspiel in der Saison 1979/80 beim Nord-Oberligisten VfB Lübeck unterbrochen. Nachdem Dahms 1981 den HSV zum zweiten Mal verlassen hatte, wechselte er zum SV Lurup, der gerade in die Amateur-Oberliga Nord aufgestiegen war. Dahms kam für den Hamburger Stadtteilverein zu 20 Einsätzen, konnte dabei aber nicht verhindern, dass der SV Lurup den direkten Wiederabstieg hinnehmen musste.
Anstatt mit den Lurupern den Gang in die Verbandsliga anzutreten, schloss sich der gebürtige Lübecker dem FC St. Pauli an, der in der Saison 1982/83 in der Amateur-Oberliga Nord aktiv war. Der Neuzugang integrierte sich sehr schnell und stand in allen 34 Spielen der Saison in der Startelf. Mit 14 Toren war er der erfolgreichste Torschütze der St. Paulianer und trug somit maßgeblich dazu bei, dass die Mannschaft die Oberliga-Meisterschaft feiern konnte. In der anschließenden Aufstiegsrunde zur 2. Bundesliga konnten die Hamburger allerdings nicht überzeugen und belegten in ihrer Gruppe mit Rot-Weiß Oberhausen, SC Charlottenburg und dem SC Eintracht Hamm den letzten Platz. Dahms kam in allen sechs Spielen der Aufstiegsrunde zum Einsatz und erzielte ein Tor. Die folgende Saison verlief für Dahms und den FC St. Pauli ähnlich erfolgreich. Ab dem 8. Spieltag stand der Offensivakteur in allen Spielen in der Startformation und konnte in insgesamt 30 Spielen zehn Tore erzielen. Am Ende der Spielzeit belegte St. Pauli zwar nur den zweiten Tabellenplatz hinter dem Meister SV Werder Bremen Amateure, doch auch dieser zweite Platz berechtigte den FC St. Pauli zur Teilnahme an der Aufstiegsrunde. Diesmal nutzten die Hamburger ihre Chance und stiegen als Zweiter ihrer Gruppe zusammen mit Blau-Weiß 90 Berlin in die 2. Bundesliga auf. In der Saison 1984/85 verfehlte der FC St. Pauli knapp den Klassenerhalt und belegte mit einem Punkt Rückstand hinter dem FC 08 Homburg den ersten Abstiegsplatz. Dahms kam in 29 Spielen zum Einsatz und erzielte dabei insgesamt vier Tore, unter anderem bei einer denkwürdigen 4:5-Niederlage beim KSV Hessen Kassel, als St. Pauli zur Halbzeit noch mit 4:1 führte. In der Folgesaison glückte der Mannschaft vom Millerntor der direkte Wiederaufstieg. Nachdem man in der Oberliga Nord Meister vor dem VfB Oldenburg wurde, konnte man in der Aufstiegsrunde als Gruppenerster Rot-Weiss Essen, SC Charlottenburg, VfB Oldenburg und ASC Schöppingen hinter sich lassen. Inklusive der Aufstiegsrunde bestritt Dahms 41 Spiele und traf dabei zehnmal, darunter zwei wichtige Tore in den beiden Partien der Aufstiegsrunde gegen den SC Charlottenburg. Für den St. Pauli bestritt Dahms im Profibereich 97 Spiele (9 Tore) in der 2. Liga und 65 Spiele (2 Tore) in der Fußball-Bundesliga, wobei er auch drei Relegationsspiele absolvierte. In der Relegation spielte er als Dritter der Saison 1986/87 der 2. Liga beim verpassten Aufstieg gegen den FC 08 Homburg und 1990/91 als Tabellen-16. der 1. Liga im ersten Spiel beim Abstieg gegen die Stuttgarter Kickers. Ein bekanntes Tor von Michael Dahms war ein Treffer gegen Inter Mailand mit Karl-Heinz Rummenigge am 30. Mai 1985 bei einem Freundschaftsspiel zum 75-jährigen Bestehen des FC St. Pauli. Nach dem Abstieg verließ er den St. Pauli, um ein Jahr beim VfB Lübeck in der Verbandsliga Schleswig-Holstein (4. Liga) zu spielen.
Die Beliebtheit Michael Dahms zu seiner Zeit beim FC St. Pauli spiegelt sich darin wider, dass ihn die Leser des Hamburger Abendblatts im März 2010 in St. Paulis Jahrhundertelf wählten.
Nach seiner Profilaufbahn spielte er ab 1992 bei der SV Halstenbek-Rellingen (Oberliga), einem schleswig-holsteinischen Verein an der Stadtgrenze zu Hamburg. Ab 1998 war er dort Co-Trainer, 1999 löste Dahms Klaus Fock als Cheftrainer der Mannschaft ab. Zeitweise war Michael Fischer Dahms Co-Trainer bei der SV HR. Im Herbst 2002 wurde Dahms von dem Verein entlassen.
Michael Dahms spielt inzwischen in der Traditionself des FC St. Pauli sowie in der HSV-Altliga. Beim HSV war er einer von 16 Spielersichtern. Seit Juli 2012 hat er die Position als Nachwuchsscout beim FC St. Pauli inne. Außerdem betreibt er ein Sportartikelgeschäft in Rellingen. Beim TSV Ellerbek ist Dahms Manager der Handball-Frauen, für die auch seine Tochter Melina spielt.